# Józefów (gromada w powiecie biłgorajskim)
Józefów – dawna gromada, czyli najmniejsza jednostka podziału terytorialnego Polskiej Rzeczypospolitej Ludowej w latach 1954–1972.
Gromady, z gromadzkimi radami narodowymi (GRN) jako organami władzy najniższego stopnia na wsi, funkcjonowały od reformy reorganizującej administrację wiejską przeprowadzonej jesienią 1954 do momentu ich zniesienia z dniem 1 stycznia 1973, tym samym wypierając organizację gminną w latach 1954–1972.
Gromadę Józefów z siedzibą GRN w Józefowie (wówczas wsi) utworzono – jako jedną z 8759 gromad na obszarze Polski – w powiecie biłgorajskim w woj. lubelskim na mocy uchwały nr 6 WRN w Lublinie z dnia 5 października 1954. W skład jednostki weszły obszary dotychczasowych gromad Długi Kąt, Hamernia, Józefów i Pardysówka oraz miejscowość Tarnowola wieś z dotychczasowej gromady Tarnowola ze zniesionej gminy Aleksandrów w powiecie biłgorajskim, a także obszary dotychczasowych gromad Borowina-Morgi i Majdan Nepryski ze zniesionej gminy Krasnobród w powiecie zamojskim w tymże województwie. Dla gromady ustalono 27 członków gromadzkiej rady narodowej.
1 stycznia 1960 do gromady Józefów włączono obszary zniesionych gromad Górecko Stare i Stanisławów w tymże powiecie.
31 grudnia 1961 do gromady Józefów włączono wieś Szopowe i stację kolejową Krasnobród z gromady Bondyrz w powiecie zamojskim w tymże województwie.
Gromada przetrwała do końca 1972 roku, czyli do kolejnej reformy gminnej. 1 stycznia 1973 w powiecie biłgorajskim utworzono gminę Józefów.